# Арауко

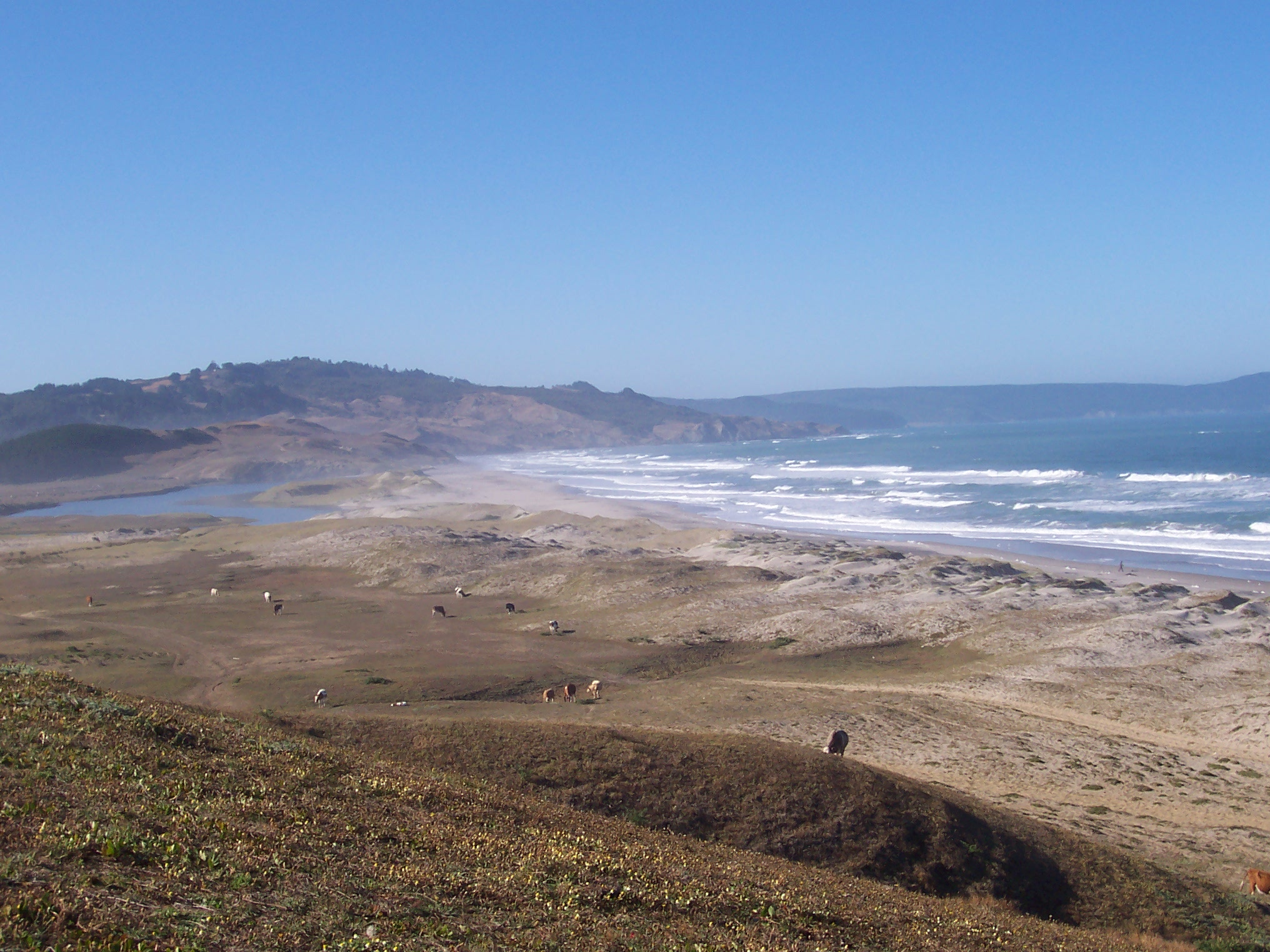

Арауко (ісп. Arauco) — місто в Чилі. Адміністративний центр однойменної комуни. Населення — 16 291 людина (2002). Місто і комуна входить до складу провінції Арауко і регіону Біобіо.
Територія комуни — 956,1 км². Чисельність населення — 39 308 жителів (2007). Щільність населення — 41,11 чол./км².

## Розташування

Комуна Арауко на мапі регіону Біобіо

Місто розташоване за 52 км південно-західніше адміністративного центру області — міста Консепсьйон та за 50 км північно-східніше адміністративного центру провінції — міста Лебу.
Комуна межує:
- на північному сході — з комуною Лота
- на сході — з комуною Санта-Хуана
- на півдні — з комунами Куранілауе, Лебу

На півночі та заході комуни розташований Тихий океан.

## Демографія
Згідно з даними, зібраними під час перепису Національним інститутом статистики, населення комуни становить 39 308 осіб, з яких 19 964 чоловіки та 19 344 жінки.
Населення комуни становить 1,98 % від загальної чисельності населення регіону Біобіо. 28,09 % відноситься до сільського населення і 71,91 % — міське населення.

### Найважливіші населені пункти комуни
- Арауко (місто) — 16 291 мешканець
- Ларакете (селище) — 4605 мешканців
- Карампангуе (селище) — 3373 мешканців
- Тубуль (селище) — 1944 жителя
- Рамадильяс (селище) — 1436 мешканців
- Пунта-Лавапіє (селище) — 1153 мешканців